# 47. sydlige breddekreds
Den 47. sydlige breddekreds (eller 47 grader sydlig bredde) er en breddekreds, der ligger 47 grader syd for ækvator. Den løber gennem Atlanterhavet, det Indiske Ocean, Australasien, Stillehavet og Sydamerika.